# Charazani
Charazani – miasto w Boliwii, w departamencie La Paz, w prowincji Bautista Saavedra.